# Історія Курська
Офіційною датою заснування Курська вважають 1023 рік, саме він згадується в пам'ятці писемності «Житіє Феодосія Печерського», написаній Нестором Літописцем в XI столітті.

## Походження назви міста
Існує кілька варіантів походження назви Курська, згідно з першою версією, назва походить від струмка Кур, оскільки місто розташоване в тому місці, де струмок впадає в річку Тускар. За переказами, раніше Кур був повноводною річкою, якою могли ходити судна.
Друга версія висловлює припущення, що назва міста пов'язана з тим, що раніше в цій місцевості мешкало багато куріпок.
Згідно з третьою версією, назва походить від слова курка, яких здавна розводили на Курській землі, як доказ наводяться назви найближчих сіл, які мають «курячі назви».
Згідно з четвертою версією, древній Курськ перебував у місці переходу торгового шляху «з варяг у греки». Старонорвезькою мовою «кур» означає «поселення», тому цілком імовірно, що саме варяги, або вікінги могли бути засновниками Курська.

## Найдавніші мешканці Курської землі

### До нашої ери
На території Курська вже були поселення людей у XX—XV тисячоліттях до нашої ери, сліди існування яких виявили в районі вулиць Польової та Котлякова. У цей час у Європі був великий льодовик, частина якого захопила і Курську землю, яка на той момент була вкрита болотистою тундрою. Перші жителі жили в землянках і полювали на мамонтів.
В епоху неоліту льоди відступили з Європи, що змінило клімат Курської області, тепер люди селилися біля річок. Розвивалося полювання та рибальство. Стоянки тієї епохи виявлені в деяких селах і в самому Курську.
З настанням бронзової доби з'явилися нові заняття людей, такі як скотарство і землеробство, поселення переміщалися з місця на місце. Стоянки були виявлені по річках Сейм та Тускар. Поховання бронзової доби були виявлені в центрі Курська, датуються II тис. до нашої ери. Поховання належали племенам катакомбної культури. До другої половини II тисячоліття до нашої ери на Курській землі з'явилися племена сосницької культури, можливі праслов'яни.
У період раннього заліза (займає 1000 років) жителі східної частини Курської області займалися скотарством, а західної — землеробством. Почалася виплавка заліза із численних родовищ.
З VII до V століття до нашої ери виникли селища з укріпленнями, наприклад: з ровами, стінами, валами, що говорить про можливі конфлікти і, отже, розкладання первісного ладу.
Пізніше (VI—V століття) при гирлі річок Тускар і Кур виникла перша фортеця, яка захищала тодішніх жителів Курська від ворогів, можливо, навіть 2500 років тому місто мало сучасну назву.
Однак перша фортеця довго не проіснувала, населення покинуло місто у зв'язку із сарматською навалою.

### Наша ера
Незважаючи на навалу, у першій половині I тисячоліття в північній частині та на заході Курської області мешкали племена черняхівської культури, яка замінила собою зарубинецьку. Багато істориків дореволюційного часу пояснювали зміну, що черняхівці були войовничим народом і були скіфами, даками чи готами. Однак не всі погоджуються з цією думкою, деякі історики вважають, що черняхівці мали праслов'янське походження.
Пізніше гуни привели черняхівську культуру до занепаду, але зуміли знищити її. На території Курського краю поселення цієї культури проіснували до V—VI століть, проте, можливо, останні черняхівські поселенці злилися з в'ятичами і стали називатися сіверянами. Пізніше на Курській землі з'явилася колочинська культура, представники якої були асимільовані слов'янськими племенами до VIII ст.
Можна припустити, що у IX столітті Курськ вже був містом, як центр промисловості та торгівлі.

## Заснування міста
Офіційною датою заснування Курська прийнято вважати 1032, саме ця дата згадується в пам'ятці писемності «Житіє Феодосія Печерського», написаній Нестором Літописцем у XI столітті. Однак є сумніви щодо достовірності цієї дати, оскільки її не було в початковому тексті праці літописця, вона була додана через 4 століття після написання.
Згідно з результатами археологічних розкопок, можна припустити, що Курська фортеця була заснована в 982—984 роках, під час правління Володимира Святославовича та розташовувалася на території сучасної Червоної площі міста.
У «Житії Феодосія Печерського» описано яким було місто на той час. Він керувався намісниками князя з Києва, у ньому були добре розвинені торгівля та ремесло, серед ремісників виділялися ковалі, які робили різні предмети військового та господарського призначення.

## Курське князівство
За даними Лаврентіївського літопису і «Повісті временних літ» у 1095 (можливо, воно могло бути засноване в 1068, 1077, 1093 або 1094) році утворилося Курське князівство. Першим князем став син Володимира Мономаха Ізяслав Володимирович. Він створив фортецю в місті і Курськ став важливим форпостом Київської Русі. Деякий час воно було предметом суперечки між переяславським та північним князівствами, але в результаті другі перемогли. У 1137—38 містом керував Гліб Ольгович, а в 40-х рр. XII століття Курськом володів новгород-сіверський князь Святослав Ольгович, пізніше його посаду зайняв його старший син Ігор Святославич, 1237 (або 1239) він був спустошений монголами, проте, ймовірно, курські князі були до 1278 року.

## Монгольська навала
Перша зустріч курських воїнів із монголами відбулася на річці Калці у 1223 році, куди голова Курського князівства Олег привів на місце битви свою дружину. Російські війська зазнали поразки через неузгодженість дій. Через зовсім небагато часу полчища Батия пройшли російськими землями, знищуючи все на своєму шляху. Курськ був узятий штурмом і спалений монголами в 1237 чи 1239 році. У літописах немає даних про руйнування Курська, проте є відомості, що в місті збирав данину жорстокий баскак Ахмат.
Після нашестя Курськ відбудувався на згарищі і почав розвиватися швидкими темпами, існуючи в умовах звичайного міського життя.

## Розорення Курської землі (1289)
Через роздробленість Золотої Орди всі південноруські та українські степи відійшли ординському темнику — Ногаю, Ахмат відправляв йому данину, проте взяв її збір на відкуп, заздалегідь внісши до скарбниці Ногаю потрібну суму, після чого почав сам збирати гроші з населення, значно більшого розміру. Для князів була неприємною новина про створення двох слобід у володіннях Олега Воргольського та Рильського (Мстиславича). Туди пільгами заманювали багатьох людей, і вони своєю працею збагачували Ахмата та розбійничали на околицях. Це завдавало російським князям збитків.
Тоді Олег разом зі Святославом Липовичним вирушив у ставку хана Телебуга (Тула-Буга), де подали скаргу на свавілля Ахмета, хан прихильно поставився до прохання князів і дав наказ про розгін слобід і відправлення людей назад у їхні володіння (можливо, частина про розгін слобід придумана князями або літописцями). У слободі, згідно зі звичаями, не можна було приймати людей із князівств, на території яких вона ґрунтувалася.
Повернувшись, князі спустошили одну слободу, вивели звідти своїх людей і захопили багату здобич. У той час Ахмат перебував у Ногая, і дізнавшись про вчинок князів обмовив їх і заявив, що вони збунтувалися проти татарської влади. Ймовірно, Ногай зрозумів реальну причину вчинку князів, як елемент прихованої війни Телебугу проти нього. Ахмат передав Олегу вимогу з'явитися на суд, однак другий відмовив, бо не вважав за потрібне їхати до темника після виграшу в суді у самого хана. Після цього на «бунтівника» було послано каральну рать. Олег біг до Телебугу, Святослава у Воронезькі ліси. З Воргола протягом 20 днів йшло розорення околиць, на суд було представлено 13 найстаріших бояр, всі вони були принародно страчені: їм відрубали праві руки та голови. Після цього Ахмат залишив Курську землю, у слободах він залишив двох братів — баскаків.
У 1290 Святослав Липовичний змусив їх тікати зі слобід у Курськ, через день втекло і населення обох слобід.
Пізніше між двома князями стався конфлікт і Олег убив Святослава, виступивши в поході проти свого старого союзника, проте вже через рік брат Святослава Олександр убив Олега та його малолітніх синів. Після цього Ахмат і Ногай змогли перетворити Курські землі на буферну зону між ордою та територіями з російським населенням.

## Курськ у складі Великого князівства Литовського
У 60-х роках 14 століття дружини литовського князя Ольгерда Гедиміновича відвоювали у татар Курські землі, після чого протягом майже півтораста років Курськ став частиною Великого князівства Литовського.

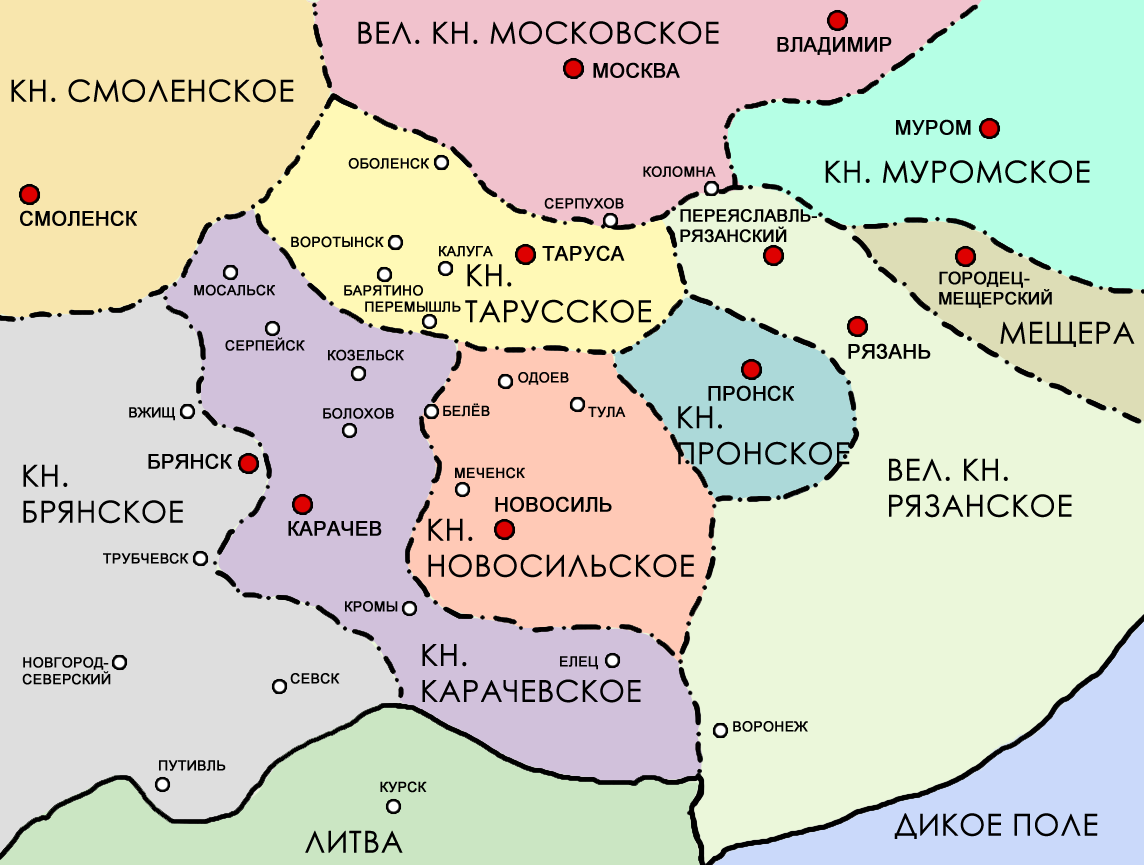
Курськ у складі Великого князівства Литовського, Руського, Жемойтського та інших

У 1362 Ольгерд переміг татар, після чого стрімко і без опору приєднав до Литви величезну територію від Києва до Дону. Золота орда не могла перешкодити князю, будучи роздерта «великою зам'ятнею».
Курськ згадується в «Списку міст ближніх і далеких російських», в якому в ході перерахування «Київські гроди», називають місто.

Путивль на Семи, Рылеск, Куреск на Тускаре, Ничян на Псле, Лошици, располагавшиеся в окрестностях Путивля городки Бирин и Хотень, Хотмышль на Ворскле и целый ряд городов по Суде.

Трактат литовського князя Свидригайла з Тевтонським орденом (1432) називає серед володінь Литви Rylesk, Putywl, Chotmisl, Kuresk cum multis districtibus, Donyesk cum multis districtibus, Oskol, Milolubl, Muszeczcum multis districtibus.
Серед населених пунктів Курського краю та найближчих до нього регіонів наприкінці XIII — на початку XVI століть за даними письмових джерел відомі такі міста як: Курськ, Рильськ, Воргол, Бірін тощо.

## Історія Курська з початку XVI— початку XX століття
До середини XV століття Курськ не згадувався в російських літописах. У 1508 році він увійшов до складу Російської держави з усіма своїми землями, попри це Курськ і навколишні території були прикордонною частиною Русі. Московські князі розпочали відновлення Курська як міста-фортеці. Загроза кримських татар уповільнювала процес відновлення. Тільки після побудови нових порубіжних міст фортецю відновили до 1596 року.
Курськ був також місцем посилань бунтівників, згідно з царським указом від 1582 «тих, хто в суді бреше і складе ябеду», потрібно було бити батогом, а потім «написати в козаки в крайні міста Севськ і Курськ».
У XVII столітті Курськ пережив Смутні часи, неодноразово відображав набіги кримчан і поляків (облога 1612 року), фортеця міста була невеликою, за формою трикутною. З двох боків її захищали річки Тускар і Кур, і з третього було вирито яр. Усередині фортеці розташовувалися житниці, в'язниці, три церкви, торгові лавки та воєводська канцелярія. Жителі міста займалися землеробством, будували судна для перевезення хліба до Рильська та Путивля.
Під час Смоленської війни Курськ відбив напад польсько-литовського війська на чолі з Єремією Вишневецьким.
1654 року після повстання Богдана Хмельницького кордон відсунувся від Курська, проте не зникли ризики. У 1663 році Григорій Григорович Ромодановський завдав поразки польському королю, війська якого дійшли до курських міст — Рильська та Путивля.
Про багатство товарів на курському ринку йдеться в «Книзі прибуткової митним та судновим грошам». У ній перераховані багато товарів: від паперу для писання до виробів зі срібла. До міста прибували купці з багатьох міст. У XVII столітті неподалік Курська виник Корінний ярмарок, який швидко перестав поступатися за значенням іншим великим ярмаркам Росії. У Курську купці скуповували партії хліба для армії та заробляли на цьому статки. Роль міста в економіці країни зростала, тому в 1779 воно отримало статус столичного губернського центру. Так з'явилося Курське намісництво, перетворене в 1797 в Курську губернію.
У XVIII столітті Курськ мав такі історичні райони та слободи:
- Солдатська слобода;
- Розсильна слобода;
- Под'яцька слобода;
- Городова слобода;
- Черкаська слобода;[1].
- Очаківська слобода;

Були ще приміські слободи, що в межі міста не входили:
- Стрілецька слобода,
- Пушкарна слобода,
- Козацька слобода,
- Ямська слобода[1].

У XIX столітті сформувався та був забудований історичний район Циганський бугор.
У 1808 році до складу Курська були включені Солдатська, Розсильна, Городова, Черкаська слободи (усі 4 на південній околиці міста), Шкіряна слобода (на лівому березі Тускарі).
Під час Французько-російської війни 1812 року Курськ був фронтовим містом, але ополченці хоробро билися під Бородіно, Малоярославцем і Тарутиним. Внесок жителів Курська в перемогу постачанням російської армії були помічені Кутузовим, деякі громадяни Курська були нагороджені золотою медаллю «За корисне».
Наприкінці ХІХ століття у Курську жили приблизно 40 тисяч жителів. На околицях було розвинене хліборобство, а городяни займалися городництвом та садівництвом. Саджанці та щеплювальні матеріали, вирощені в місті, були популярні не лише в сусідніх, а й у далеких губерніях.
На початку XX століття Курськ все ще був важливим торговим містом, його центром була Червона площа. На ній розташовувалося 40 магазинів і 220 лавок, усього їх кількість у місті налічувала близько тисячі. Корінний ярмарок все ще був одним з великих і значних ярмарків.
У збірці «Міста Росії у 1904 році» про Курськ повідомляли, що в місті мешкає 29845 тисячі чоловіків і 26743 тисяч жінок. Населення за національністю виглядало так: росіяни (95 %), євреї (2,5 %), поляки (1 %), німці (1 %), турки та татари (0,5 %). Із 4529 будівель кам'яними були 967, дерев'яними — 2677, змішаних (камінь та дерево разом) — 885. Загалом вулиць та провулків у Курську було 112, налічувалося 500 гасових ліхтарів. На 82-х заводах і фабриках Курська працювало 1392 робітники.

### Перша російська революція
Перша російська революція почалася 1905 року в Петербурзі. У Курську 12 лютого гімназисти організували вуличну демонстрацію з вимогами усунути від викладання та керівництва навчальними закладами окремих реакціонерів та були розігнані. У губернії відбувалися страйки.
Кульмінацією цих подій став Всеросійський жовтневий політичний страйк, який охопив місто та залізниці. Поряд із політичними гаслами робітники висували соціальні вимоги.
До кінця 1905 року уряд вжив усіх заходів щодо придушення протесту. У ході жовтневої та грудневої страйків на Московсько-Києво-Воронезькій залізниці 208 осіб втратили роботу, а в січні 1906 року було звільнено понад 300 робітників.
В основі протесту селян Курської губернії була вимога щодо справедливого розподілу земельної власності, зменшення орендних цін на землю.
Видання царського маніфесту 17 жовтня не принесло спокою на Курську землю. Селяни зрозуміли громадянські свободи як свободу насильницьких дій над майном поміщиків.

## Курськ уПершій світовій війні

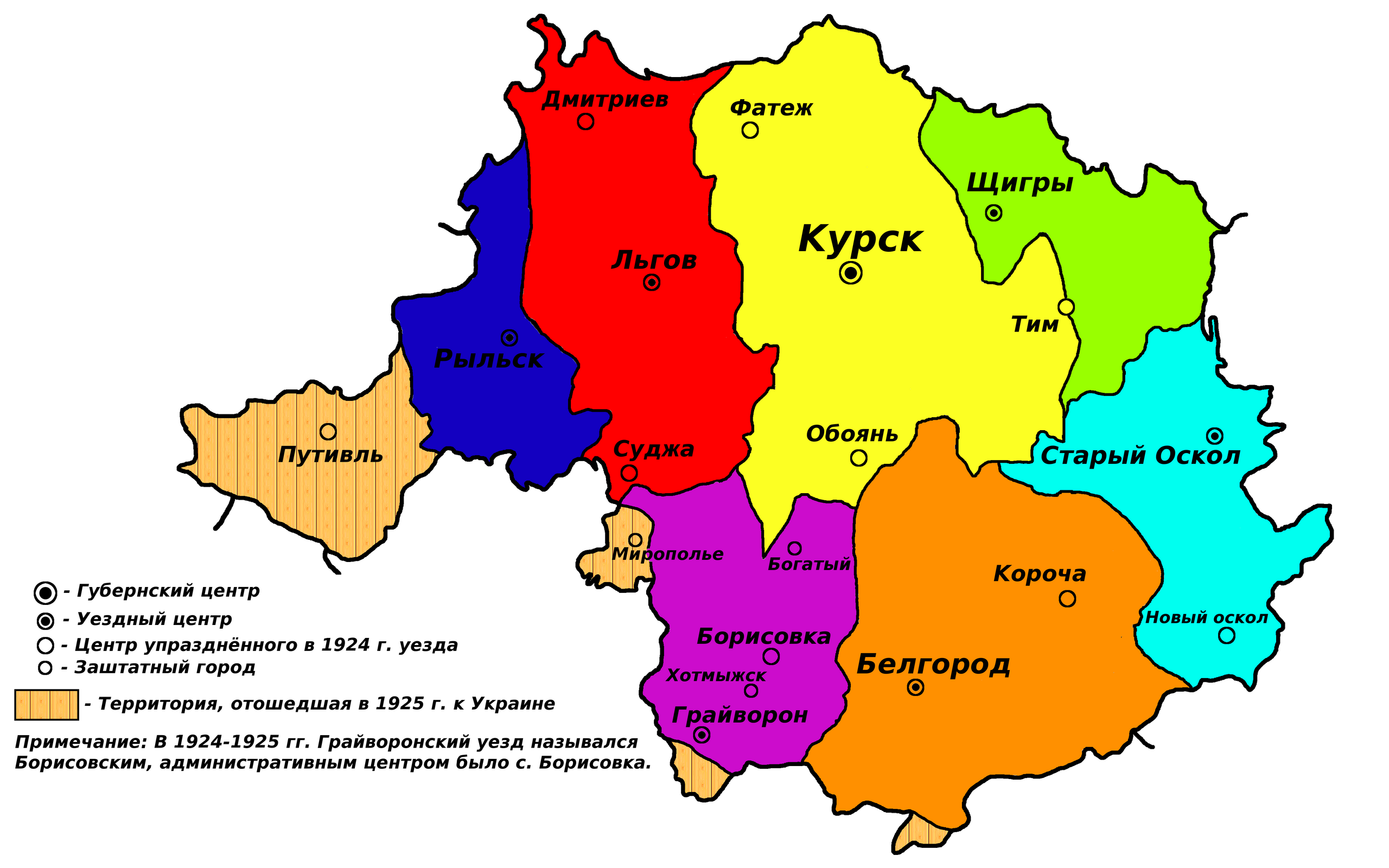
Курська губернія в 1924—1928 роках

Наприкінці 1917 року в Курську була встановлена радянська влада, у березні 1918 на територію Курської губернії вторглися німецькі війська та військові частини Центральної ради, які зайняли Білгородський, Грайворонський, Корочанський і частково Льговський, Новооскільський, Обоянський, Путивльський, Рильський та Суджанський повіти. У травні 1918 було укладено перемир'я та встановлено демаркаційну лінію. У листопаді 1918 року війська Німецької імперії залишили губернію, проте Білгородський повіт до лютого 1919 року вважався частиною України. З червня по грудень 1919 року частина територій губернії була зайнята Збройними силами Півдня Росії, у зв'язку з цим Путивльський та Рильський повіти були включені до складу Орловської губернії. Загалом у Першій Світовій війні брало участь 340 тисяч вихідців із Курської губернії.

## Курськ у період СРСР
У разі відновлення господарства після війни розпочалося дослідження Курської магнітної аномалії (КМА).
У 1924 році число повітів скоротилося до 7 (було скасовано 8), у 1925 згідно з даними комісії з уточнення кордонів РРФСР, БРСР та УРСР, Курська губернія поступилася УРСР майже всією територією Путивльського повіту та ще деякими територіями. У 1928 році губернія була ліквідована, її території увійшли до складу Центрально-Чорноземної області, яка була розділена в 1934 році, на Воронезьку та Курську області, до складу останньої увійшло 60 районів. Курськ став центром новоствореної області.
У 1935 році було ухвалено рішення про новий адміністративний поділ. Підсумком стало утворення 92 районів, 21 міста, 3 робочих селищ та 1592 сільських рад.
Разом із сільським господарством в області розвивалася і промисловість. Були створені нові галузі промисловості: хімічна, текстильна, фармацевтична та важке машинобудування. Було реконструйовано або збудовано 40 маслозаводів, 25 пінькозаводів, стали до ладу трикотажна, швейна та шкіргалантерейна фабрики.
Також будувалися культурні установи, підприємства громадського харчування та торгівлі, навчальні заклади.
На початку вересня 1934 був відкритий Курський Державний педагогічний інститут, рівно через рік — Курський Державний медичний інститут.

### Роль Курська вНімецько-радянській війні
Під час Німецько-радянської війни Курська область була окупована з 2 жовтня 1941 року до 2 лютого 1943 року, було зруйновано 75 % підприємств, майже всі радгоспи та колгоспи, збитки від конфлікту становили 27 мільярдів рублів у довоєнних цінах. З усієї Курської області 18 099 мирних громадян було розстріляно, закатовано чи вбито. Куряни зробили внесок у розгром фашистської Німеччини.

#### Визволення Курська
2 лютого 1943 року почалося визволення Курська, операція мала назву «Зірка». Її здійснювала 60-та армія Воронезького фронту під командуванням Івана Даниловича Черняховського. 6 лютого він наказав знищити курське угруповання противника. На ранок 7 лютого бої точилися на околицях міста, наступного дня розпочався штурм кварталів міста в центрі, о 12 годині на будівлі колишнього палацу піонерів і школярів солдати поставили червоний прапор. Південно-західна околиця Курська була визволена в ніч проти 9 лютого. День визволення Курська святкується 8 лютого.
За час операції німці втратили 8 тисяч людей. Захоплено 6 їхніх танків, 192 мотоцикли, 250 гармат, 300 автомобілів, близько мільйона снарядів та 15 тисяч авіабомб.
Більш як 500 осіб нагородили, Івана Даниловича Черняховського — орденом Суворова 1-го ступеня (згодом вояк загинув у 1945 під Кенігсбергом, його ім'ям назвали одну з вулиць Курська).

#### Подальший внесок у перемогу
Після визволення столиці Курської області від фашистських загарбників куряни взяли участь у роботах до підготовки до боїв на Курській дузі. Курська битва завершила перелом не тільки під час Німецько-радянської війни, а й Другої світової війни.

### Курськ у 1943—1991 роках
Господарство області у період війни було відкинуто від довоєнного рівня, але Курськ відразу почав відновлюватися після війни.
Протягом 1943—1945 років було відновлено артілі (78 %) та промислові підприємства (69 %), також відновлювалися заклади культури та освіти.
1944 року затверджено план розвитку міста на 25 років уперед.
Важливою подією для Курської промисловості став пуск заводу «Гумових технічних виробів» у 1948 році, який за кілька років увійшов до числа найбільших у країні хімічних підприємств.
Курськ поступово перетворювався на велике індустріальне місто.
У 50-ті роки Курська область віддала 26 районів новоствореним областям: Білгородській (23) та Липецькій (3). У 1956 році було ліквідовано деякі райони.

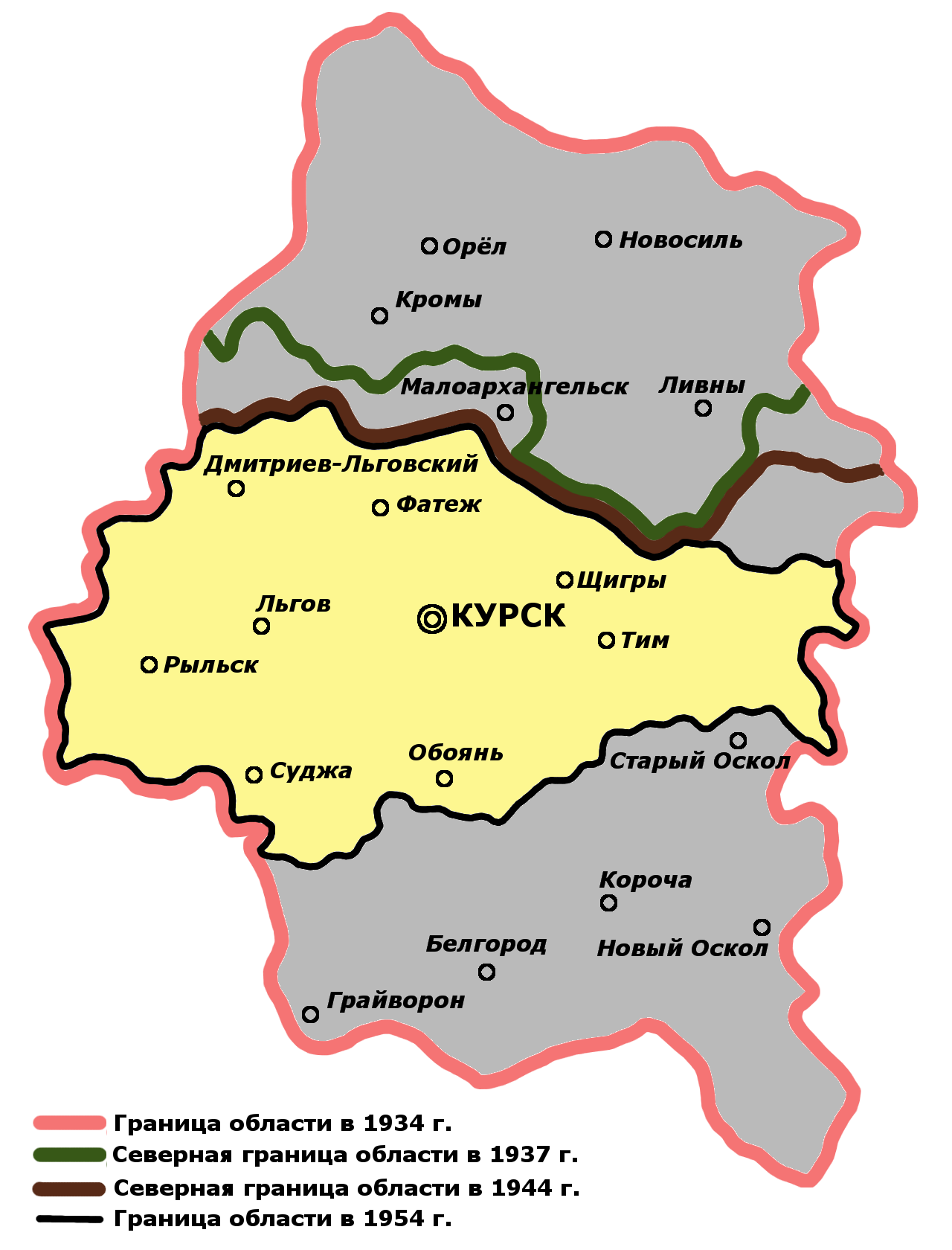
Зміна кордонів Курської області в 1934—1954 роках

У грудні 1957 року Курська область отримала Орден Леніна, через 9 місяців була удостоєна тієї ж нагороди вдруге. У 1980 році місто Курськ було нагороджено орденом Вітчизняної війни І ступеня.
У 1982 році Курськ відзначив 950-річчя, через два роки було відкрито меморіальний комплекс «Загиблим у роки Великої Вітчизняної війни». 18 вересня 1988 року вперше відсвяткували день міста.
У 1991 році указом президента РРФСР були призначені глави адміністрацій Курська та області, почалося активне будівництво храмів.

## Курськ у пострадянський період
У 1992 році було обрано першого мера міста Курська Сергія Івановича Мальцева, у 1998 році на честь 55-річчя перемоги на Курській дузі було відкрито однойменний меморіальний комплекс. Роком пізніше місто підписало угоду про дружбу та співпрацю з українським містом Суми.
У 2000 році було підписано угоду про дружбу та партнерство з містами Приморсько (Болгарія) та Уйфегерто (Угорщина), 18 членів екіпажу підводного човна «Курськ» було поховано у столиці Курської області.
У 2001 році угоду про дружбу та партнерство було підписано з Сєверодвінськом, селищем Відяєво та містом Дебно, через 2 роки договір про дружбу та співпрацю був підписаний із Тирасполем та Ізмаїлом.
Звання «Місто військової слави» було надано Курську відповідно до указу від 27 квітня 2007 року. Звання було присвоєно «За мужність, стійкість та масовий героїзм, виявлені захисниками міста у боротьбі за свободу та незалежність Вітчизни».